# Új Petőfitelep
Az Új Petőfitelep Szeged városrésze. Eredetileg Új-Somogyi telep volt a neve. A volt Nagyváradi út és az Algyői út között keletkezett 1930 körül. A 250 négyszögöles telkek jó fekvésűek voltak. A lakosság kis részt őstermelő, a többség iparos kertészkedő. Óvodája az 58.as utcában (most Délceg utca) 1939-ben épült, melyet a Szent Vincés apácák tartottak fenn a várossal közösen. A terület önkormányzati képviselője volt (1994–2014) Gila Ferenc, akinek időszaka alatt többek között, megkezdődött  a felszíni víz elvezetésének korszerűsítése, megtörtént a kommunális csatornázás és a szilárd burkolatú utak teljes kiépítése, valamint a Balaton utcai Sportcentrum felújítása.